# Visingsö flygfält
Visingsö flygfält, är ett flygfält (IATA: -, ICAO: ESSI) beläget på den norra delen av Visingsö. Fältet består av två korsande gräsbanor och en vaktstuga.

## Historia
Redan 1927 fanns det önskemål för ett flygfält på ön då det skulle förbättra möjligheterna till sjuktransporter i de situationer när båtarna inte kunde gå. Inget hände dock i flygfältsfrågan förrän Generalpoststyrelsen behövde ett nödlandningsfält för postflyget mellan Stockholm och Malmö.

Anläggningen av fältet började 1934 och invigdes officiellt 1936. Under 50-talet blev krigsmakten ansvarig för flygfältet för att därefter tas över av kommunen 1972. Jönköpings Flygklubb är sedan 1991 arrendator och flygplatsansvarig för fältet.